# کله‌چکشی (کمیک)
کله‌چکشی (به انگلیسی: Hammerhead) یک شخصیت خیالی ابرشرور در کتاب‌های کامیک منتشر شده توسط مارول کامیکس است. این شخصیت توسط جری کانوی و جان رومیتا، پدر خلق شده‌است؛ و برای نخستین بار در مرد-عنکبوتی شگفت‌انگیز شماره ۱۱۳ام (اکتبر ۱۹۷۲) معرفی شد. کله‌چکشی عضو گروهک‌های جرایم سازمان‌یافته و دشمن مرد عنکبوتی بوده و به شکل گانگسترهای دههٔ ۱۹۲۰ لباس می‌پوشد. بعد از یک صدمه، جوناس هارو مجبور شد جمجمه و بالاتنهٔ وی را با فلز خیالی آدامانتیوم تعویض کند و به همین خاطر سر وی به صورت تخت درآمده است.
او که قدرت‌هایش شامل قدرت و استقامت ابرانسانی، بالاتنه و جمجمه آدامانتیومی و تیراندازی حرفه‌ای می‌شود، عضو گروه‌های ابرتبه‌کارانه‌ای چون مجا و شش فاسد است.